# Explorer (schip, 1969)
De Explorer, van 1969 tot 1985 als Lindblad Explorer en van 1985 tot 1992 als Society Explorer, was een cruiseschip ontworpen voor arctische omstandigheden. Het schip was gebouwd met ijsklasse. De laatste eigenaar was G.A.P Adventures uit Toronto. Het schip werd ook gebruikt door Eagle Eye Tours. De bijnaam van het schip was "The Little Red Ship".

## Geschiedenis
De Explorer werd gebouwd in 1969 in Finland, in Uusikaupunki. Het was speciaal gebouwd als expeditieschip. In 1984 voer het schip door de Noordwestelijke Doorvaart. De Explorer was in 1989 betrokken bij de redding van de bemanning van een Argentijns vrachtschip, dat in de buurt van Anvers Island een rots had geraakt, dat ligt bij Antarctica. In 1998 was het het eerste schip dat om James Clark Ross Island voer. Het schip werd in 1993 grondig opgeknapt.

## Ongeluk
Op 23 november 2007 voer de Explorer tegen een ijsberg. De honderd passagiers en tientallen bemanningsleden werden door Argentijnse en Amerikaanse reddingsploegen van boord gehaald en in reddingsboten ondergebracht. Er bevonden zich vijftien Nederlanders en twee Belgen onder de passagiers. Een woordvoerster van dat bedrijf verklaarde tegenover CNN dat iedereen veilig was en dat niemand werd vermist.
Volgens Lloyds List, een gezaghebbend vakblad voor de scheepvaart, had het cruiseschip gebreken. Bij de laatste inspectie werden problemen met de waterdichte deuren van het in 1969 gebouwde schip geconstateerd. Ook waren de brandveiligheidsmaatregelen niet in orde, ontbrak een reddingsplan en was het onderhoud van de reddingssloepen onvoldoende.

## Foto's

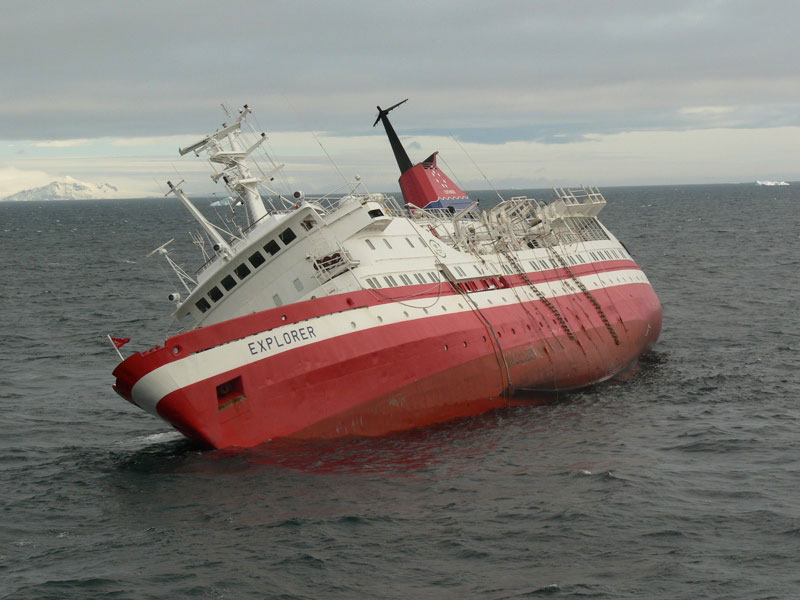
23 november 2007
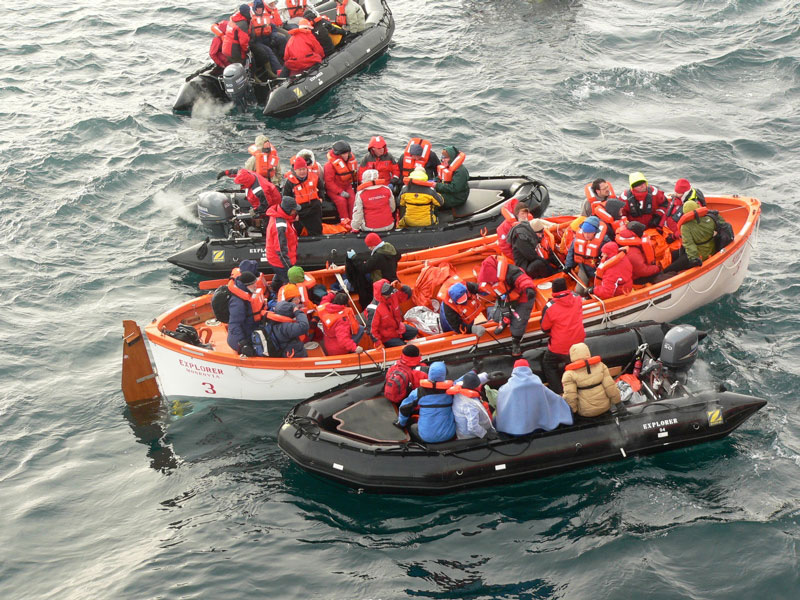
Evacuatie van passagiers van de Explorer.